# Guatemala en los Juegos Panamericanos de 2019
Guatemala fue uno de los países que participó en los Juegos Panamericanos de 2019 en la ciudad de Lima, Perú. La delegación guatemalteca estuvo compuesta por 147 deportistas. 

## Medallistas
| Medalla | Atletas                                 | Deporte                | Evento               | Fecha        |
| ------- | --------------------------------------- | ---------------------- | -------------------- | ------------ |
| Oro     | Charles Fernández                       | Pentatlón moderno      | Individual           | 28 de julio  |
| Oro     | Juan Ignacio Maegli                     | Vela                   | Vela                 | 9 de agosto  |
| Plata   | Edgar Pineda                            | Levantamiento de pesas | 67 kg                | 27 de julio  |
| Plata   | Jorge Vega                              | Gimnasia artística     | Salto de potro       | 31 de julio  |
| Plata   | Juan Ramón Schaeffer                    | Tiro deportivo         | Skeet                | 3 de agosto  |
| Plata   | Luis Carlos Martínez                    | Natación               | 100 metros mariposa  | 7 de agosto  |
| Plata   | Dalia Soberanis                         | Patinaje               | 500 metros velocidad | 10 de agosto |
| Plata   | Mirna Ortiz                             | Atletismo              | 50 km marcha         | 11 de agosto |
| Plata   | José Toledo                             | Golf                   | Individual Masculino | 11 de agosto |
| Plata   | María Zebadua y Marcelo del Cid         | Tiro con arco          | Tiro con arco Mixto  | 10 de agosto |
| Plata   | Ana Gabriela Martínez y María Rodríguez | Raquetbol              | Dobles Femenino      | 7 de agosto  |
| Bronce  | Charles Fernández y Jimena Diéguez      | Pentatlón moderno      | Relevo Mixto         | 30 de julio  |
| Bronce  | José Barrondo                           | Atletismo              | 20 km marcha         | 4 de agosto  |
| Bronce  | Kevin Cordón                            | Bádminton              | Individual Masculino | 1 de agosto  |
| Bronce  | Nikté Sotomayor                         | Bádminton              | Individual Femenino  | 1 de agosto  |
| Bronce  | Jonathan Martínez                       | Fisicoculturismo       | Físico clásico       | 10 de agosto |
| Bronce  | Allan Maldonado                         | Karate                 | 75 kg                | 11 de agosto |
| Bronce  | Cheili González                         | Karate                 | 50 kg                | 10 de agosto |
| Bronce  | Dalia Soberanis                         | Patinaje               | Rutina libre         | 9 de agosto  |